# Kurgán (túmulo funerario)

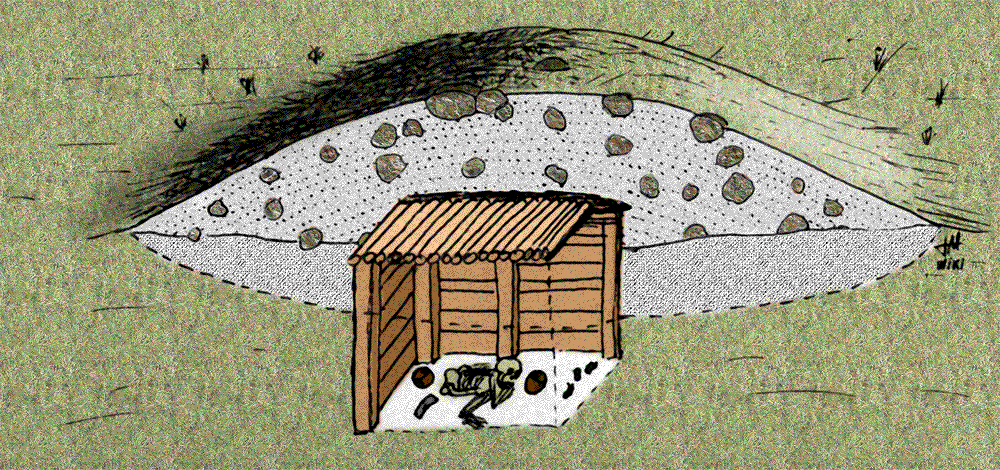
Esquema típico de un kurgán de las estepas.

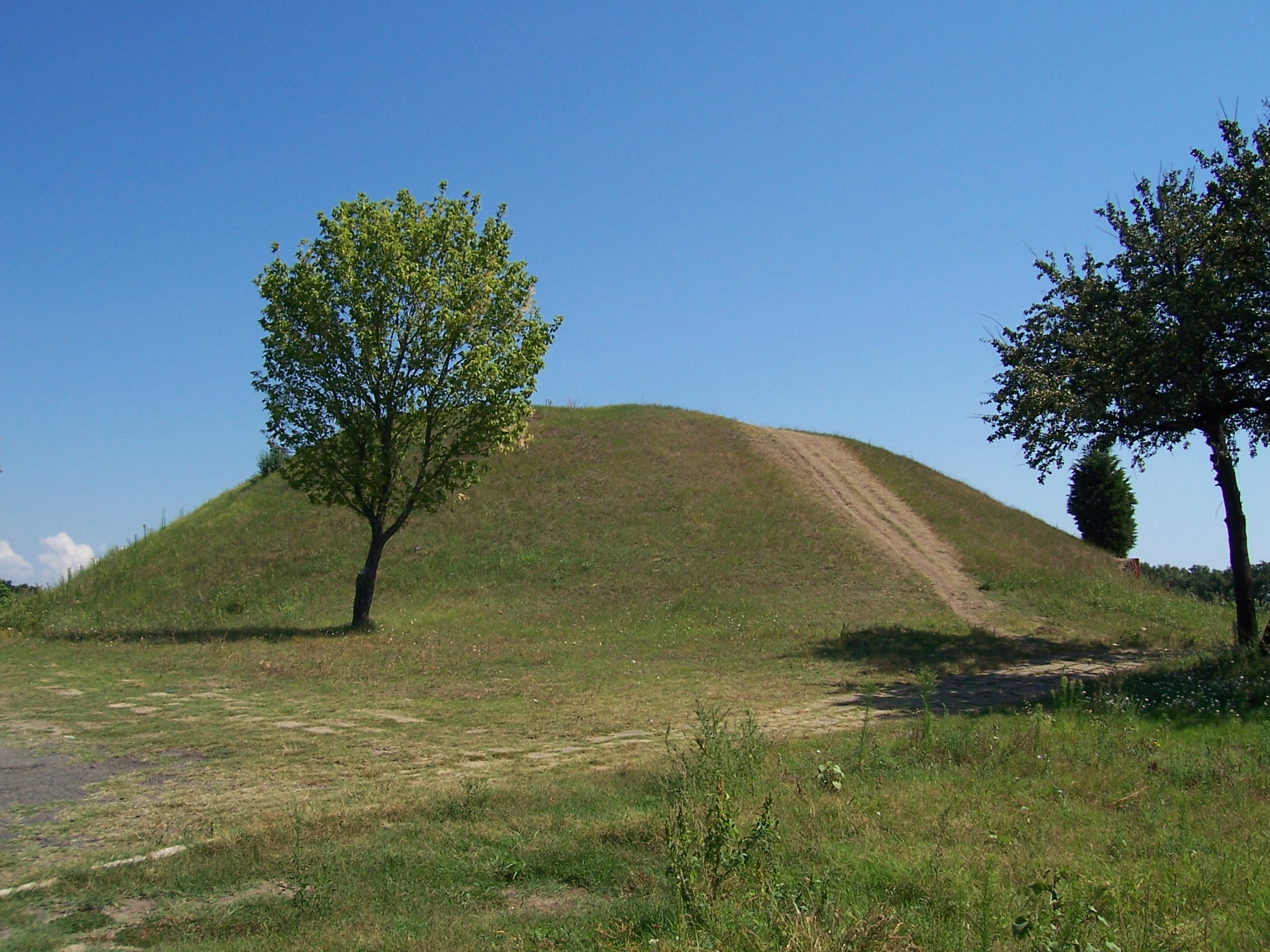
Kurgán tracio cerca de Pomorje, Bulgaria.

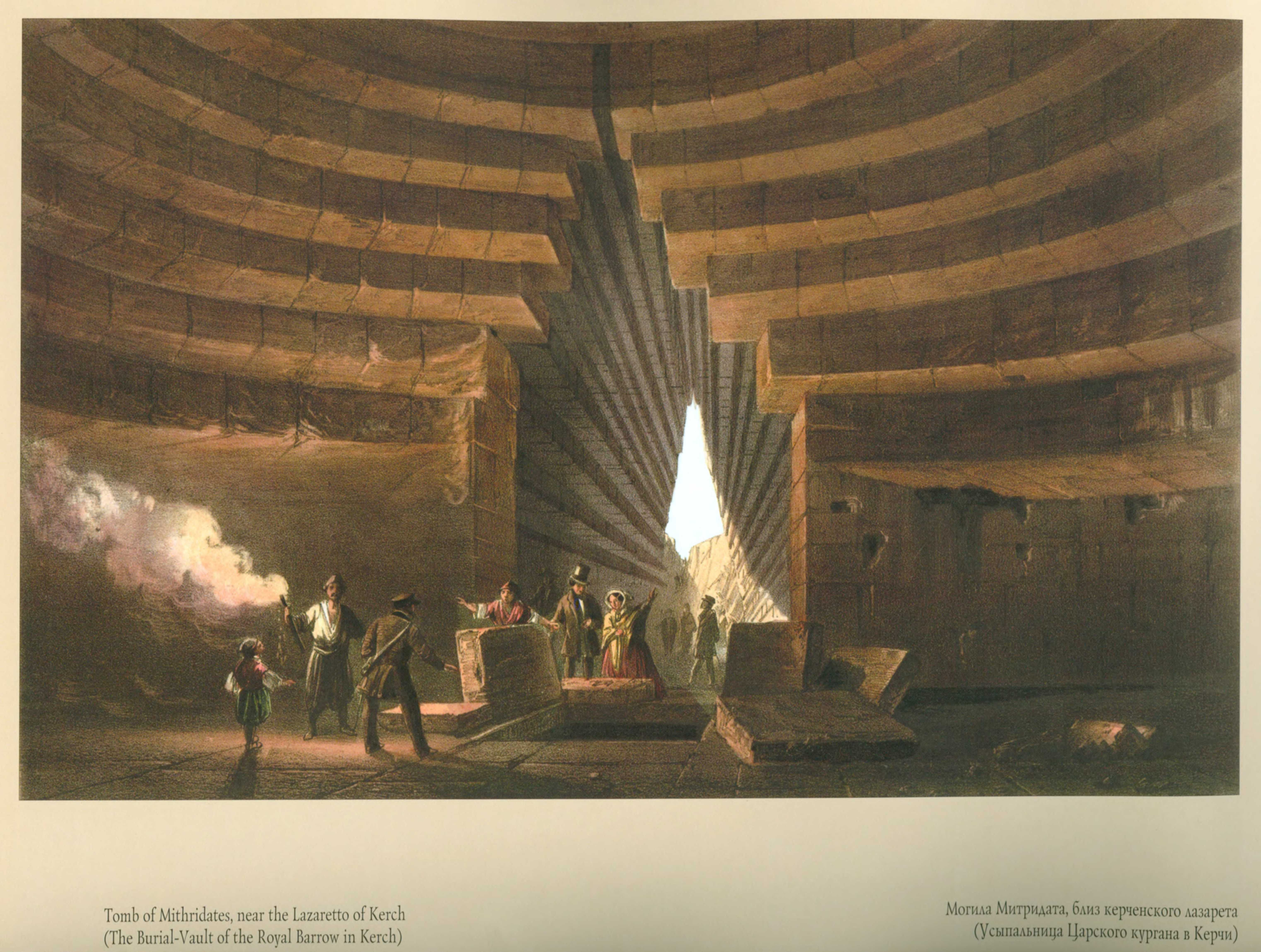
Litografía de Carlo Bossoli (Londres, 1856) de la llamada "Tumba de Mitrídates", un kurgán cerca de Kerch.

Un kurgán es un montículo de tierra y piedra levantado artificialmente sobre una tumba o tumbas. La palabra kurgán es de origen turco que significa, en su origen, "fortificación" y luego, por su uso en la arqueología rusa, pasó al idioma ruso como курга́н, túmulo. 
Los kurganes son típicos de la Edad del Bronce, principalmente en el área comprendida desde el macizo de Altái hasta el Cáucaso, Rumanía y Bulgaria. No obstante, los kurganes se construyeron ya desde el Eneolítico y después, en la Edad del Hierro, la Antigüedad y la Edad Media, con viejas tradiciones todavía activas en el sur de Siberia y en Asia Central. La cultura de los kurganes se divide, arqueológicmente, en varias subculturas como las de Tumbas de madera, Foso, Escitas, Sármatas, Hunos y Kipchak.  
La arqueóloga Marija Gimbutas propuso la hipótesis de que el primer pueblo en utilizar este tipo de tumba sería protoindoeuropeo y hablaría la lengua madre de todas las lenguas indoeuropeas. Cuando empezaron a dispersarse, estas tribus ya conocían la metalurgia del cobre. Eran los mismos que se encuentran entre los primeros criadores de caballos del mundo. Dejaron un gran número de túmulos en donde las excavaciones arqueológicas contemporáneas han descubierto muchos restos de su sociedad.
Se han hallado kurganes en las regiones habitadas por las poblaciones herederas de los protoindoeuropeos, notablemente protoindoiraníes, después iranios y, en particular, escitas. Los kurganes de grandes dimensiones eran los de los reyes. Más al este, en Kazajistán, podrían llegar a tener 200 metros de diámetro. Estas imponentes tumbas datan del primer milenio antes de Cristo. Los túmulos, son de medidas variables, desde 7 a 8 metros de diámetro, por 2 metros de alto, hasta tamaños tan considerables como los 500 metros de diámetro de base para los kurganes de Siberia, por 20 metros de alto, y los 350 metros de base, por 76 metros de alto para el Mausoleo de Qin Shi Huang.
A veces son estructuras muy complejas, con divisiones del espacio y cámaras internas, que conforman una macro-tumba con diferentes salas. En la cámara mortuoria, en el centro de la estructura, se enterraban miembros de la élite dirigente con ajuares y ofrendas rituales, con frecuencia, caballos y carros, pero también vasijas, armas, etc. 